# Josef Krips
Répertoire
Josef Krips a dirigé 214 compositeurs, dont 152 compositeurs du XXe siècle
Josef Alois Krips (Vienne, 8 avril 1902 – Genève, 13 octobre 1974) est un chef d'orchestre autrichien.

## Biographie
Il est le fils aîné du docteur Jacob alias Josef Krips (1866–1927), juif d'origine converti au catholicisme, époux en 1901 de Luise Seitz (1879–1971), catholique.
Josef Krips est l'élève d'Eusebius Mandyczevski et de Felix Weingartner. Il entre d'abord en tant que violoniste au Volksoper (Opéra populaire de Vienne, 1918–1921). Puis il devient l'assistant de Weingartner (chef de chœur).

### Carrière
À l'âge de dix-neuf ans, le 3 septembre 1921, Josef Krips dirige l'opéra de Verdi Un bal masqué, dans une salle de la Maison des ouvriers, arrondissement Favoriten, à Vienne. Il est ensuite engagé comme chef d'orchestre à Aussig en 1924 et 1925, puis à l'opéra de Dortmund jusqu'en 1926 et à Karlsruhe où il est nommé directeur général de la musique.
En 1933, il retourne à Vienne comme premier chef au Staatsoper, tout en étant professeur à l'Académie de Vienne dès 1935 jusqu'en 1938. Du fait des origines juives de son père, Krips est contraint de quitter l'Autriche après l'Anschluss de 1938. Il fuit à Belgrade où il travaille pour une saison, à l'opéra et avec des orchestres symphoniques. De retour à Vienne, l'interdiction de diriger (1939–1945) l’empêche d’exercer son métier. Il travaille alors pendant la guerre, dans une usine de produits alimentaires.
Après la fin de la guerre en 1945, Krips peut enfin de nouveau  diriger. Ses collègues qui avaient continué à travailler sous le régime nazi étaient en effet interdits de diriger pendant deux ans. Il joue alors un rôle essentiel dans la renaissance de la vie musicale à Vienne.On lui doit principalement le légendaire renouveau mozartien de l'après-guerre ; il a dirigé également la réouverture du premier Festival de Salzbourg de l'après-guerre (Don Giovanni) en 1946. C'est le premier chef d'orchestre autrichien à avoir fait une tournée en Union soviétique en 1947. En 1961, il dirige à Bayreuth (Les Maîtres Chanteurs de Nuremberg), dès 1963 à Covent Garden Opera, dès 1967 au Metropolitan Opera New York, en 1970 au Deutsche Oper Berlin, entre 1957 et 1973 le Staatsoper à Vienne, en 1974, l'Opéra de Paris. Durant sa carrière, qui s'est étendue sur une période de plus de 50 ans, il n'est pratiquement pas de pays qu'il n'ait visité, ni de grand orchestre qu'il n'ait dirigé.
En 1950, Krips décide de s'expatrier. Chef titulaire de l'Orchestre symphonique de Londres de 1950 à 1954, du Buffalo Philharmonic Orchestra à New York de 1953 à 1963, de l'Orchestre symphonique de San Francisco de 1963 à 1970 (séjour durant lequel, il fut nommé citoyen d'honneur de la ville), chef principal de l'Orchestre symphonique de Vienne de 1970 à 1973 à la suite de Wolfgang Sawallisch.
Josef Krips a été l'un des chefs d'orchestre les plus admirés et les plus aimés de notre siècle, en particulier pour ses interprétations légendaires de Mozart (dont il a gravé cinq opéras et une vingtaine de symphonies dans ce qui devait devenir une intégrale si la mort ne l'eût pas interrompue). Il fut également un interprète inspiré des autres maîtres viennois, tel Franz Schubert. Il est considéré, avec Karl Böhm, comme l'héritier de la tradition musicale autrichienne, faite de légèreté, de joie et de rigueur.
Le 8 juin 1974, Josef Krips dirige sa toute dernière représentation, au Théâtre national de l'Opéra de Paris, dans une nouvelle production de Così fan tutte de Mozart. Il décède le 13 octobre 1974 à Genève. La ville de Vienne entretient, à titre honorifique, sa tombe au cimetière de Neustift am Walde.

## Créations
- Kirke Mechem, Symphonie no 1 (1965)
- Kirke Mechem, Symphonie no 2 (1967)

## Discographie
Il a gravé plus de 150 œuvres sur disque. La plus ancienne date de 1937 : des airs avec Richard Tauber tirés de l'opéra Rossini in Neapel de Bernhard Paumgartner. Une grande partie des enregistrements de Krips est toujours appréciée, par exemple les symphonies de Beethoven avec l'Orchestre symphonique de Londres, qui ont été rééditées en CD dès les années 1990. Ses enregistrements des opéras de Mozart, tels Don Giovanni ou L'Enlèvement au sérail font référence. Ainsi que les vingt dernières symphonies de Mozart avec l'Orchestre royal du Concertgebouw d'Amsterdam, enregistrées pour le label Philips en 1972 et 1973.
- Coffret 5 CD : « Josef Krips Historic Decca Recording 1950 - 1958 » - Diapason d'or no 504 juin 2003
- Beethoven – Ah perfido, op. 65, Air de concert pour soprano et orchestre – Inge Borkh, Orchestre philharmonique de Vienne (1956 - Decca) – Diapason d'or no 504 juin 2003
- Beethoven – Concertos pour piano et orchestre n° 1 à 5 –  Arthur Rubinstein/Symphony of the Air (1956 - RCA-Victor)  – Best records of the year USA 1957
- Beethoven – Symphonies nos 1 à 9 – London Symphony Orchestra (1960 - Everest) – Diapason historique
- Brahms – Concerto pour piano et orchestre n° 2 – Arthur Rubinstein, RCA Symphony Orchestra (1958 – RCA-Victor) – Grand Prix du Disque, Paris
- Brahms – Symphonie no 4, op. 98 – London Symphony Orchestra (1950 - Decca) – Diapason d'or no 504 juin 2003
- Dvořák – Symphonie no 9, op. 95, « Du Nouveau Monde »  –  Orchestre de la Tonhalle de Zurich (1960 – Concert Hall) – Quatre étoiles dans Le Monde de la musique
- Haydn – Symphonie n° 94 « Mit dem Paukenschlag » (La Surprise) – Orchestre philharmonique de Vienne (1957 - Decca) – Diapason d'or no 504 juin 2003
- Haydn – Symphonie n° 99 – Orchestre philharmonique de Vienne (1957 - Decca) – Grand Prix du Disque, Paris et Diapason d'or no 504 juin 2003
- Mendelssohn – Symphonie n° 4, op. 90 « Italienne » –  London Symphony Orchestra (1953 – Decca) – Diapason d'or no 504 juin 2003
- Mozart – Don Giovanni – Danco, Della Casa, Güden, Dermota, Siepi, Corena, Boehme, Berry ; Orchestre philharmonique de Vienne, Chœur du Staatsoper, Clavecin : Josef Krips  (1955 – Decca) Premier opéra enregistré en stéréo de l'histoire du disque  –  Best opera of the year, États-Unis 1955 et Diapason historique
- Mozart  – Symphonie n° 31, KV 297 en ré majeur « Parisienne »  – London Symphony Orchestra (1951 – Decca)  –  Diapason d'or no 504 juin 2003
- Mozart  – Symphonie n° 39 KV 543 en mi-bémol majeur  – London Symphony Orchestra (1947 – Decca) Premier disque de Josef Krips pour Decca – Diapason d'or no 504 juin 2003
- Mozart  – Symphonie n° 40  – London Symphony Orchestra (1953 – Decca)  – Diapason d'or no 504 juin 2003
- Mozart  – Symphonie n° 41 KV 551 en do majeur « Jupiter »  –  Israel Philharmonic Orchestra (1957 – Decca)  – Diapason d'or no 504 juin 2003
- Mozart  – 20 Symphonies nos 21 à 41 – Orchestre royal du Concertgebouw d'Amsterdam (1972, Philips) – Diapason d'or no 210, octobre 1976, no 400, janvier 1994 et « 10 » de Répertoire no 64, décembre 1993
- Schubert  –  Symphonie n° 8, D.759 en si mineur « L'Inachevée »  –  London Symphony Orchestra (1950, Decca) – Diapason d'or no 504 juin 2003
- Schubert  –  Symphonie n° 9, D.944 en do majeur « La Grande »  – Orchestre du Concertgebouw d'Amsterdam (1952, Decca) – Outstanding symphonic recording of the year, États-Unis 1952
- Schubert  –  Symphonie n° 9 D.944 en do majeur « La Grande »  – London Symphony Orchestra (1958, Decca) – The American Academy of recording Arts & Sciences 1960 + The critics choice of 1977 Gramophone et Diapason d'or no 360, mai 1990
- Schumann  –  Symphonie no 4, op. 120 en ré mineur –  London Symphony Orchestra (Decca – 1952)  – Diapason d'or no 504 juin 2003
- Schumann  –  Symphonie no 4, op. 120 en ré mineur –  London Symphony Orchestra (1956, Decca)  –  Diapason d'or no 360, mai 1990
- J. Strauss  – Accelerationen, valse op. 234 – Orchestre philharmonique de Vienne (1957, Decca) –  Critics Choice Gramophone 1958
- Strauss – Salomé, op. 54 – Scène finale  –  Inge Borkh, Orchestre philharmonique de Vienne (1956, Decca)  – Diapason d'or no 504 juin 2003
- Tchaïkovski – Symphonie n° 5, op. 64 en mi mineur – Orchestre philharmonique de Vienne (1958, Decca) – Diapason d'or no 504 juin 2003

- 1998 : Bedrich Smetana – Dalibor (Série Wiener Staatsoper Live, 19 octobre 1969 – RCA Red Seal)
- 1999 : Richard Strauss – Die Ägytische Helena (Série Wiener Staatsoper Live, 5 décembre 1970 – RCA Red Seal)
- 2007 : Wolfgang Amadeus Mozart – Così fan tutte (Wiener Staatsoper Live, 22 septembre 1968 – Orfeo)
- 2011 : Giuseppe Verdi – La Traviata (Wiener Staatsoper Live, 25 décembre 1971 – Orfeo
- 2010 : Edition Josef Krips Vol. 1 – Ludwig van Beethoven – Concerto pour violon (I. Stern) – Ouverture de Coriolan – Symphonie n° 1 – Orchestre national de la RTF et Orchestre national de l'ORTF (concert 1958 – 1965 – Edition Cascavelle)
- Edition Josef Krips Vol. 2  – Carl Maria von Weber – Ouverture d’Oberon ; Franz Schubert, Symphonie no 9  – Orchestre national de la RTF (concerts 1954 – 1957 – Edition Cascavelle)
- Edition Josef Krips Vol. 3 – Wolfgang Amadeus Mozart – Ave Verum Corpus + Requiem en ré mineur K. 626 – Agnes Giebel – Marga Höffgen – Hans-Ulrich Mielsch – Boris Carmeli ; Chœurs de l'ORTF – Orchestre national de la RTF (concert 1965 – Edition Cascavelle)
- Edition Josef Krips Vol. 4  – Une amitié musicale – Beethoven : Concertos 1 à 5 – Mozart : Concerto pour piano n° 24 – Brahms : Concerto n° 2 – Schumann : Concerto pour piano - Arthur Rubinstein ; Symphony of the Air – RCA Symphony Orchestra (enregistrement de studio 1956-1958 – Edition Cascavelle)
- 2011 : Mozart Symphonies n° 40 en sol mineur & n° 41 « Jupiter » - Orchestre du Concertgebouw (1972, SACD Decca Japon)

## Distinctions
Il reçut de nombreuses décorations, notamment l'Anneau des Nations unies, les médailles des Associations Bruckner d'Europe et d'Amérique, l'Anneau d'honneur de la Cité de Vienne et l'Anneau Mozart décerné par les autorités autrichiennes.
- 1928		Membre d'honneur de la Société Bach à Karlsruhe
- 1946		Titre de professeur donné par le président de la République d'Autriche
- 1947		Anneau d'honneur de la Ligue autrichienne pour les Nations unies
- Médaille Nicolai de l'Orchestre philharmonique de Vienne
- 1948		Médaille de la Hofmusikkapelle de Vienne
- 1953		Médaille de la Mozart-Gemeinde de Vienne : « Au fondateur de la renaissance de Mozart à Vienne »
- 1955		Médaille Bruckner de la Société Bruckner européenne
- Membre d'honneur de la Franz-Schmidt-Gemeinde
- 1956		Médaille Bruckner de la Société Bruckner américaine
- 1958		Croix d'honneur autrichienne pour la science et l'art
- 1959		Chancellors Medal de l'université de Buffalo, N.Y.
- 1961		Membre d'honneur de l'Orchestre philharmonique d'Israël
- 1962		Anneau d'honneur de la Ville de Vienne
- 1964		Membre d'honneur de la Société internationale Gustav Mahler
- 1965		Anneau Mozart, fondé par le ministère de la Culture à Vienne
- Clef de la Ville de San Francisco
- 1966		La Plume d'or de la critique, décernée par un jury international à Wiesbaden
- Native Son Arward, décernée par la Chambre de commerce de San Francisco
- 1967		Commandeur d'argent de l'ordre du Mérite autrichien
- Médaille du jubilé de l'Orchestre philharmonique d'Israël
- 1968		Membre d'honneur du Staatsoper de Vienne
- Clef des Villes d'Osaka et de Nagano, Japon
- 1969		Membre d'honneur du Bohemian Club aux États-Unis
- Anneau du jubilé du Personnel du Staatsoper de Vienne
- 1970		Bourgeois d'honneur de San Francisco
- Conductor emeritus du San Francisco Symphony Orchestra
- 1971		Grand officier de l'ordre de Léopold II de Belgique
- 1972		Grand-croix d'or du Mérite de la Ville de Vienne
- Médaille d'or Franz-Schalk de l'Orchestre philharmonique de Vienne
- Membre d'honneur de la Société Beethoven à Vienne
- « Journées Josef Krips à San Francisco » du 8 au 16 avril à l'occasion de son 70e anniversaire, proclamées par le maire de la ville
- 1973		Membre d'honneur de la Société des amis de la musique à Vienne (Musikverein)
- 1974		Médaille Gustav-Mahler de la Société Gustav-Mahler